# فرد تونستال
فرد تونستال (به انگلیسی: Fred Tunstall) بازیکن فوتبال زادهٔ ۲۹ مارس ۱۹۰۰ اهل کشور انگلستان بود که سابقهٔ بازی در تیم ملی فوتبال انگلستان را در کارنامهٔ خود دارد. وی در تاریخ ۱۴ آوریل ۱۹۲۳ نخستین بازی ملی خود را در مقابل تیم ملی فوتبال اسکاتلند انجام داد و با حضور در ۷ بازی ملی، در تاریخ ۴ آوریل ۱۹۲۵ واپسین بازی ملی‌اش را در برابر تیم ملی فوتبال اسکاتلند برگزار کرد.